# Związek Zborów Ewangelicko-Wolnokościelnych w Niemczech
Związek Zborów Ewangelicko-Wolnokościelnych w Niemczech (niem. Bund Evangelisch-Freikirchlicher Gemeinden) – związek wyznaniowy działający w Niemczech, funkcjonujący jako stowarzyszenie autonomicznych wspólnot lokalnych, wywodzących się z wolnych kościołów różnych tradycji.
Powstał w 1942 w wyniku połączenia zborów baptystycznych, braci plymuckich i zielonoświątkowej wspólnoty „Elim”. Większość zborów określa się jako baptystyczne. Poza Związkiem istnieją ponadto niezależne wspólnoty baptystyczne i braterskie.
Na koniec 2022 liczył 73 878 ochrzczonych członków w 782 zborach, z czego 8662 wiernych i 126 zborów należało do wchodzących w jego skład wspólnot braci plymuckich (Christusforum Deutschland), a 4 zbory stanowiły wspólnoty zielonoświątkowe „Elim”. Według Operation World w 2010 Związek liczył 128 tys. wiernych. Jest członkiem Światowego Związku Baptystycznego, Europejskiej Federacji Baptystycznej, Związku Wolnych Kościołów Ewangelickich w Niemczech, Konferencji Kościołów Europejskich i Rady Kościołów Chrześcijańskich w Niemczech.